# Lasiorhynchites coeruleocephalus
Lasiorhynchites coeruleocephalus är en skalbaggsart som först beskrevs av Johann Gottlieb Schaller 1783.  Lasiorhynchites coeruleocephalus ingår i släktet Lasiorhynchites, och familjen rullvivlar. Arten har ej påträffats i Sverige.